# Xantusia sanchezi
Espèce
Statut de conservation UICN

 LC  : Préoccupation mineure
Xantusia sanchezi est une espèce de sauriens de la famille des Xantusiidae.

## Répartition
Cette espèce est endémique de l'État de Zacatecas au Mexique.

## Étymologie
Cette espèce est nommée en l'honneur d'Oscar Sánchez.

## Publication originale
- Bezy & Flores-Villela, 1999 : A new species of Xantusia (Squamata: Xantusiidae) from Zacatecas, Mexico. Herpetologica, vol. 55, n. 2, p. 174-184.